# Adrien Louveau
Adrien Louveau (* 1. Februar 2000 in Lille) ist ein französischer Fußballspieler.

## Karriere
Louveau begann seine fußballerische Ausbildung beim RC Lens. 2019 erhielt er einen Vertrag bei der zweiten Mannschaft in der National 2. In der Rückrunde der Saison 2018/19 kam er bereits zu drei Einsätzen in der vierten französischen Spielklasse. In der darauf folgenden Saison waren es bereits vier und in der aktuellen Spielzeit bislang acht Einsätze. Nachdem er zuvor bereits im Kader stand, debütierte er am 18. April 2021 (33. Spieltag) für die Profis nach Einwechslung gegen Stade Brest.